# Барон (оповідання)
«Барон» (рос. Барон) — оповідання А. П. Чехова, вперше опубліковане у 1882 році.

## Історія публікації
Оповідання А. П. Чехова «Барон» написане в 1882 році, вперше опубліковане в журналі «Мирський толк», № 47 від 20 грудня з підписом А. Чехонте, в 1884 році включене у збірку «Казки Мельпомени». Для збірника оповідання було перероблено, слово барон стало використовуватися не як титул, а як кличка, посилена тема любові барона до театру.

## Сюжет
В оповіданні описується життя суфлера театру на прізвисько Барон. Цю кличку він носить уже двадцять років. Барон — невисокий, худий дідок, років шістдесяти. Письменник дає докладний опис зовнішності суфлера: «Його шия дає з хребтом тупий кут, який скоро стане прямим. У нього велика кутаста голова, кислі очі, ніс шишкою і лілувате підборіддя. По всьому обличчю його розлита слабка синюха, ймовірно, тому, що спирт стоїть в тій шафі, яка рідко замикається бутафором. Втім, крім казенного спирту, барон вживає іноді і шампанське, яке можна знайти дуже часто у вбиральнях, на денцях пляшок і склянок. Його щоки і мішечки під очима висять і тремтять, як ганчірочки, повішені для просушування. На лисині зеленуватий наліт від зеленої підкладки вухатої хутряної шапки, яку барон, коли не носить на голові, вішає на зіпсований газовий ріжок за третьою кулісою. Голос його деренчить, як тріснута каструля».
Барон з'являється в трьох місцях: в касі, у суфлерській будці і в чоловічій вбиральні. В касі Барон ночує, у суфлерській будці працює суфлером, антракт проводить у чоловічій вбиральні. Ставлення оточуючих до Барона зневажливе, з ним не церемоняться, якщо він шепоче з суфлерській будки занадто тихо або дуже голосно, його посилають до біса і загрожують штрафом або відставкою.
Колись давно Барон міг стати артистом, але йому не вистачало сміливості виступати на сцені. «Йому вічно здавалося, що вони, ці голови, якими усіяні всі п'ять ярусів, низ і верх, зарегочуть і зашикають, якщо він дозволить собі здатися на сцені. Він бліднув, червонів і німів від жаху, коли пропонували йому подебютувати». Незважаючи на пропозиції виступити на сцені, він відкладав, «поки не постарів, не розорився і не потрапив у суфлерску будку».
Барон працює сумлінно, перед виставою кілька разів читає п'єсу, щоб не помилитися, а коли б'є перший дзвінок, він уже сидить у будці і перегортає свою книжку. Краще нього важко знайти кого-небудь у всьому театрі.
Одного разу з ним стався скандал. Давали «Гамлета», театр був повний глядачів. Барон був злий за те, що Гамлета дали грати молодому рудому артистові. Під час дії у Барона в будці тряслися руки, плуталися сторінки. В якийсь момент він став вчити актора, як грати Гамлета, в цей час актор забарився, хвилину в театрі було глибоке мовчання, в цей момент барон стукнувся головою об край будки, з райка крикнули: «Браво, барабанщик!» Глядачі подумали, що шум справив барабанщик, що дрімав в оркестрі. Барон почервонів від сорому і злякався, що його виженуть з театру. Він став мовчки картати себе: «Не твоя справа, стара, заіржавіла клямко! Твоє діло бути тільки суфлером, якщо не хочеш, щоб тобі дали по шиї, як останньому лакею…».